# Geraldo Martins
Geraldo João Martins és un economista i polític de Guinea Bissau. Va exercir com a Primer ministre de Guinea Bissau del 8 d'agost al 21 de desembre de 2023. Del 2001 al 2003 va ser ministre d'Educació, Ciència i Tecnologia, i posteriorment d'Economia i Finances en diversos gabinets (els dels primers ministres Domingos Simões Pereira i Carlos Correia) del 2014 al 2015, del 2015 al 2016 i del 2019 al 2020.

## Formació
Martins és llicenciat en dret per la Facultat de Dret de Bissau. Va obtenir un màster en polítiques públiques i gestió a la Universitat de Londres.
També té un màster en Ciències Físiques i Químiques per la Universitat Estatal de Moldàvia. Especialista principal en Desenvolupament Humà i Gestor de programes al Banc Mundial.

## Primer ministre de Guinea Bissau
Les eleccions legislatives de Guinea Bissau de 2023 les va guanyar la coalició de la Plataforma d'Aliança Inclusiva-Terra Ranka (PAI-Terra Ranka) liderada pel PAIGC que va quedar primer i va obtenir la majoria absoluta dels escons. El Moviment d'Alternació Democràtica G-15 (Madem G15) del president Umaro Sissoco Embaló va quedar molt enrere en segona posició. Al Madem G15 li van passar factura les lluites internes del partit així com la incapacitat del president per resoldre la caiguda dels preus del sector de l'anacard, del qual la població en treu bona part dels seus ingressos. El 28 de juliol, Domingos Simões Pereira va ser elegit president de l'Assemblea Nacional Popular, i Geraldo Martins va ser nomenat primer ministre el 7 d'agost.
La nit del 30 de novembre a l'1 de desembre de 2023 es van produir nombrosos disturbis entre l'exèrcit i les forces de seguretat que van deixar dos morts, disturbis qualificats com un "intent de cop d'estat" pel president Embaló després del seu retorn de la COP28 el 2 de desembre. 2023. En resposta, va dissoldre el parlament el 4 de desembre de 20238. El 12 de desembre de 2023, Umaro Sissoco Embalo va reelegir Geraldo Martins com a primer ministre9, després el va destituir i el va substituir una setmana després, el 20 de desembre, per Rui Duarte de Barros.

## Obra
Gerardo Martins té publicada una novel·la on hi retrata la realitat de Guinea Bissau:
- Mil pedaços de amor